# Nizinka
Nizinka (en rus: Низинка) és un poble del krai de Krasnoiarsk, a Rússia, que en el cens del 2010 tenia 102 habitants. Pertany al districte de Zaoziorni.